# جون ستاندنق
جون ستاندنق (بالإنجليزية: John Standing)‏ (و. 1934  م) هو ممثل أفلام، وممثل تلفزي بريطاني، ولد في لندن.

## التعليم
تعلم في Byam Shaw School of Art ‏، وتعلم في كلية إيتون
.

## الخدمة العسكرية
خدم في الجيش البريطاني.

## وصلات خارجية
- جون ستاندنق على موقع IMDb (الإنجليزية)
- جون ستاندنق على موقع روتن توميتوز (الإنجليزية)
- جون ستاندنق على موقع قاعدة بيانات الأفلام العربية
- جون ستاندنق على موقع ألو سيني (الفرنسية)
- جون ستاندنق على موقع ميوزك برينز (الإنجليزية)
- جون ستاندنق على موقع أول موفي (الإنجليزية)
- جون ستاندنق على موقع قاعدة بيانات برودواي على الإنترنت (الإنجليزية)
- جون ستاندنق على موقع قاعدة بيانات الأفلام السويدية (السويدية)
- جون ستاندنق على موقع إن إن دي بي (الإنجليزية)
- جون ستاندنق على موقع قاعدة بيانات الفيلم (الإنجليزية)